# Armée de Sambre-et-Meuse
Pour les articles homonymes, voir Sambre-et-Meuse (homonymie).
L’armée de Sambre-et-Meuse est une armée de la Révolution française. Elle est formée le 29 juin 1794 (11 messidor an II) avec l’armée des Ardennes renforcée de l'aile gauche de l’armée de la Moselle et de l'aile droite de l’armée du Nord.
Par arrêté du Directoire en date du 29 septembre 1797 (8 vendémiaire an VI), mis à exécution du 7 au 20 octobre, les armées de Sambre-et-Meuse et de Rhin-et-Moselle sont réunies en une seule sous la dénomination d'armée d'Allemagne.

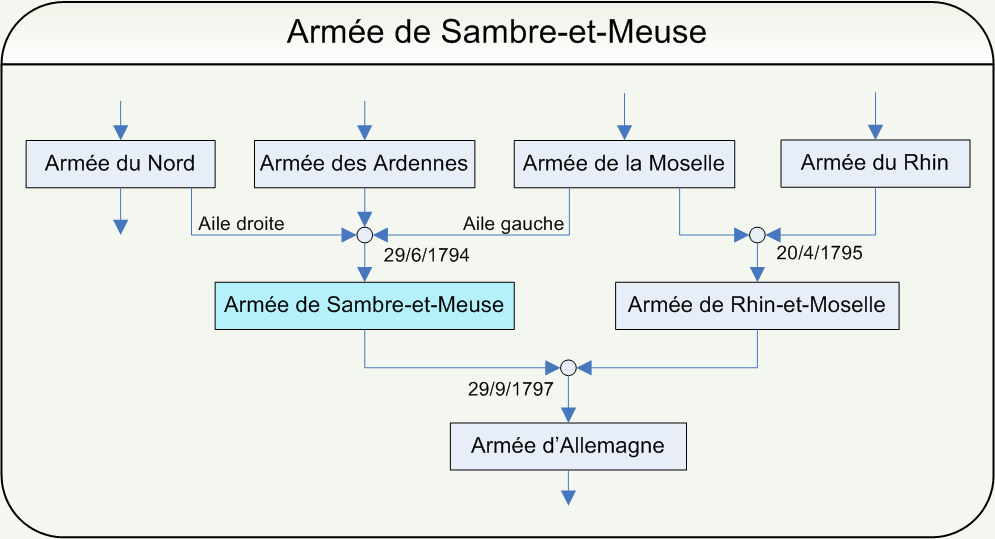
Évolution de l'armée de Sambre-et-Meuse

## Généraux
- du 2 juillet au 20 décembre 1794 : général Jourdan
  - du 7 juillet au 5 septembre, subordonnément la division de siège : général Schérer
- du 21 décembre 1794 au 28 février 1795, par intérim : général Hatry
- du 1er mars 1795 au 21 janvier 1796 : général Jourdan
  - du 20 avril au 24 juin, subordonnément le blocus de Luxembourg : général Hatry
- du 22 janvier au 28 février 1796, par intérim : général Kléber
- du 29 février au 30 juillet 1796 : général Jourdan
- du 31 juillet au 7 août 1796, par intérim : général Kléber
- du 8 août au 23 septembre 1796 : général Jourdan
- du 23 septembre 1796 au 23 janvier 1797, provisoirement : général Beurnonville
- du 24 au 31 janvier 1797, par intérim subordonnément au général Moreau : général Championnet
- du 1er au 25 février 1797 : général Moreau, avec le commandement supérieur sur l'armée de Rhin-et-Moselle
- du 26 février au 30 juillet 1797 : général Hoche
- du 31 juillet au 3 août 1797, par intérim : général Lefebvre
- du 4 août au 18 septembre 1797 : général Hoche, avec le commandement supérieur sur l'armée de Rhin-et-Moselle
- du 19 septembre au 20 octobre 1797, par intérim : général Lefebvre

## Histoire

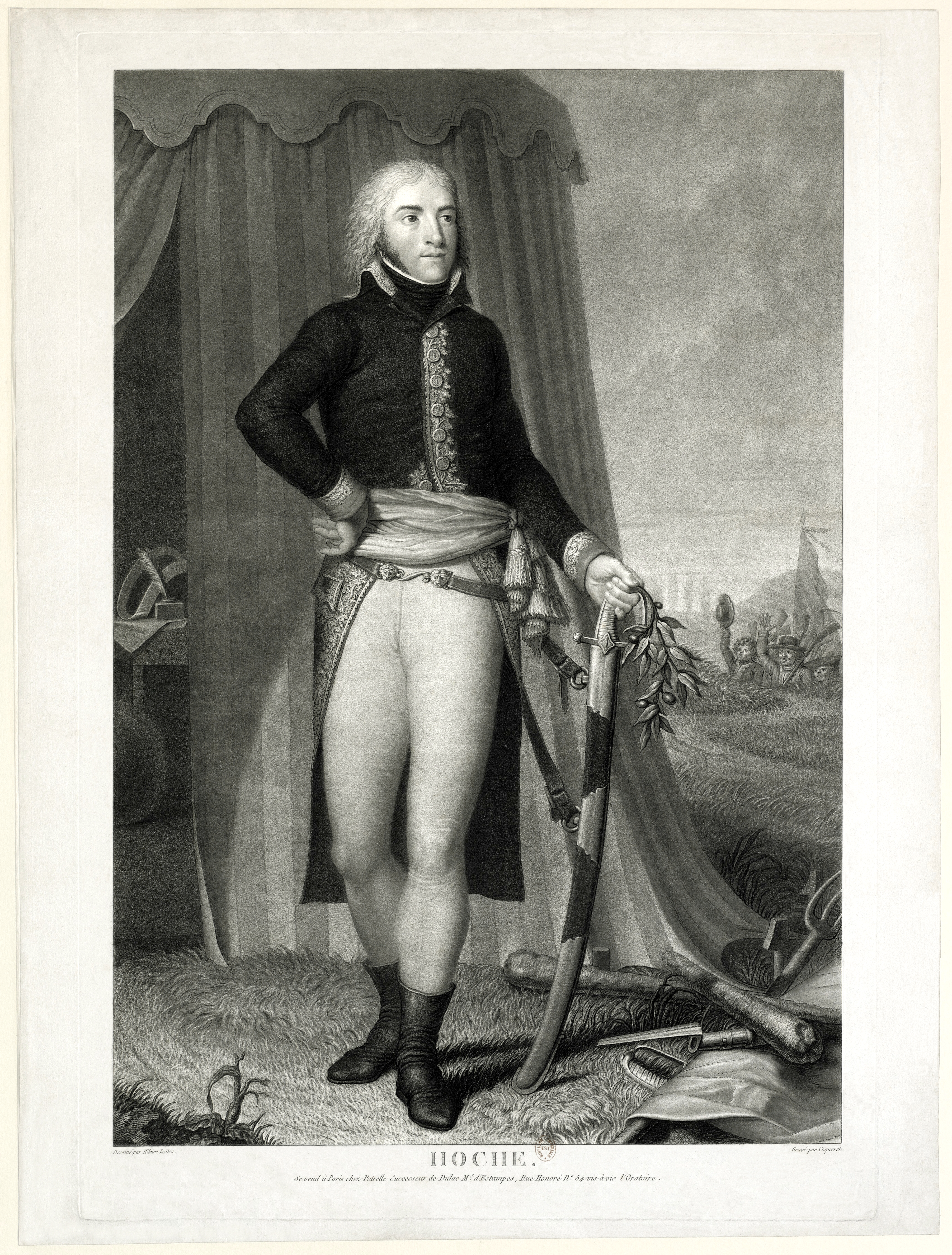
Lazare Hoche.

En 1797, l’armée de Sambre-et-Meuse commandée par le général Hoche est appelée à Paris pour protéger le Directoire.

## Faits d'armes
Après la prise de Tournai et d'Ostende, la Convention décréta qu'elle avait bien mérité de la patrie. Elle eut droit à la même distinction à la prise de Bruxelles, puis à celle de Maestricht en 1795, à celle d'Aix-la-Chapelle. Elle participa à la conquête de la Hollande. En 1796, elle traversa le Rhin et affronta les Autrichiens sur la Lahn.

## Régiments et unités
Régiments ayant fait partie de Sambre-et-Meuse :
- 1er bataillon du 38e régiment d'infanterie de ligne
- 49e régiment d'infanterie de ligne
- 2e régiment de hussards
- 12e régiment de chasseurs à cheval
- 19e régiment de chasseurs à cheval

Autres unités :
- Compagnie d'aérostiers

## Chants
Voir Wikisource : s:Régiment de Sambre-et-Meuse

## Source
- Chef d'escadron d'état-major Charles Clerget, Tableaux des armées françaises pendant les guerres de la Révolution, sous la direction de la section historique de l'état-major de l'armée, librairie militaire R. Chapelot, Paris, 1905.